# The Night Flier
"The Night Flier" este o povestire scurtă de groază Stephen King, prima oară publicată în antologia Prime Evil și apoi în colecția doar cu povestiri de King din 1993 Nightmares & Dreamscapes.
Povestirea a fost ecranizată în 1997 sub același nume.

## Prezentare
Protagonistul povestirii este reporterul Richard Dees de la revista de scandal Inside View, un tabloid care prezintă în paginile sale lucruri murdare, crime, accidente, etc. Momentan Richard Dees este pe urmele unui criminal numit Zburătorul nopții (Night Flier) care își ucide victimele într-un stil vampiristic, și care aparent zboară spre fiecare scenă a crimei cu avionul său personal, un Cessna Skymaster.
După doar câteva zile de investigații, Richard Dees îl descoperă pe criminal în Aeroportul Internațional din Wilmington. Night Flier a ucis pe toată lumea din aeroport și a supt sângele din ei. Într-o toaletă a aeroportului, vampirul îl face pe Richard Dees să-și piardă mințile. Richard Dees ia un topor și începe să lovească cu el cadavrele. Poliția apare și-l arestează pe Richard Dees, toate dovezile indicându-l pe el ca fiind criminalul.
Povestea filmului este asemănătoare, singura diferență este introducerea unui nou personaj, o femeie reporter de la revista Inside View care este rivala lui Dees în ceea ce privește scrierea articolului.

## Legături cu alte opere ale lui King
În postfața sa la Nightmares and Dreamscapes, Stephen King afirmă că el crede că vampirul din povestirea Popsy este același vampir care a apărut în The Night Flier.